# Chlorocoma congenita
Chlorocoma congenita là một loài bướm đêm trong họ Geometridae.